# Ambrosio Borsano

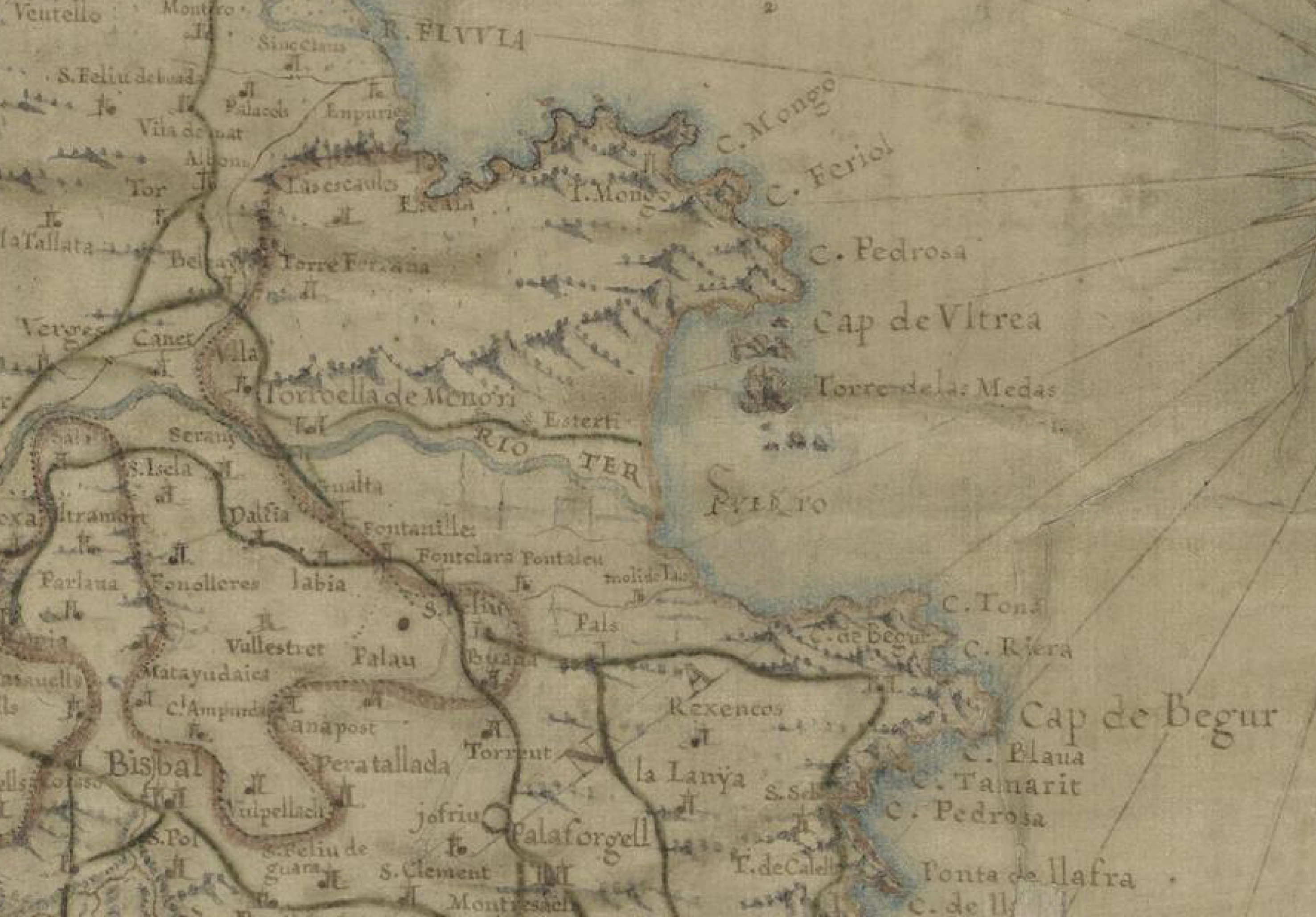
Mapa del Principado de Cataluña

Ambrosio Borsano (Milán, 1633-Guisona, 1708) fue un ingeniero militar, cartógrafo y soldado al servicio, durante más de cincuenta años, de la Monarquía Hispánica.

## Biografía
Nació en Milán en octubre de 1633 en el seno de una familia de armeros, alguno de cuyos miembros ejerció la profesión de soldado. El joven Borsano frecuentó la familia de Giuseppe Moderati, comerciante de armas, así como la de Giovanni Pietro Borsano, un pariente cercano suyo que fue soldado y armero.
En 1648, siguiendo los pasos emprendidos por otros miembros de su familia, Borsano inició sus actividades militares en el levantamiento del sitio de la ciudad de Cremona como mercenario. A partir de ese año y hasta 1658 intervino en algunas de las principales actividades bélicas que tuvieron lugar en el norte de Italia como consecuencia de la pugna secular entablada entre la Monarquía Hispánica y la Corona francesa por la hegemonía de Europa. En la mayor parte de estas actividades también participó el ingeniero militar Gaspare Beretta, que se convirtió en su maestro. Fue entonces cuando el joven Borsano, que en muchos aspectos seguiría la trayectoria profesional de Beretta, aprendió la profesión de ingeniero militar.
Su traslado a la península ibérica, que se hizo efectivo en 1661, formaba parte de la tradicional estrategia imperial de la Monarquía Hispánica de utilizar en diferentes frentes soldados y militares procedentes de los diversos territorios que estaban bajo su gobierno. Su llegada a la península ibérica dio lugar a una importante transferencia tecnológica, ya que contribuyó a difundir en España las técnicas de la cartografía militar vigentes en el Estado de Milán a mediados del siglo XVII.
En su papel como uno de los principales ingenieros militares europeos de la segunda mitad del siglo XVII, llevó a cabo importantes trabajos en el campo de la arquitectura militar tal como lo ponen de manifiesto sus destacadas intervenciones en las fortalezas de Cardona y Castell-Ciutat en La Seo de Urgel. También realizó una importante labor en el ámbito de la cartografía militar, que entonces estaba experimentando una auténtica revolución. Así, fue el autor de numerosos planos, plantas, perfiles y vistas de ciudades y plazas fuertes ibéricas, así como del mapa titulado El Principado de Cattaluña y Condados del Rossellón y Cerdaña, que firmó en 1687. Falleció en Guisona en 1708.